# المبشر بن فاتك
المبشر بن فاتك (ت. نحو 500 ه‍ / 1106 م) فيلسوف عربي دمشقي الأصل من القرن الخامس الهجري/الحادي عشر الميلادي. درس على ابن الهيثم وأقام في مصر. له مختار الحِكَم يجمع فيه أقوالاً منسوبة إلى حكماء قدامى ينسج حول سير حياتهم الأساطير. وربما أحد مصادره فيه تراجم الفلاسفة لديوجانس اللايرتي. وقد ترجم مختار الحكم في القرن الخامس عشر الميلادي إلى اللاتينية والإسبانية والفرنسية والإنجليزية وجزئياً إلى البروفنسالية. وقد اعتمده فيما بعد الشهرستاني في تاريخه الكبير عن الملل والنحل.

## سيرته

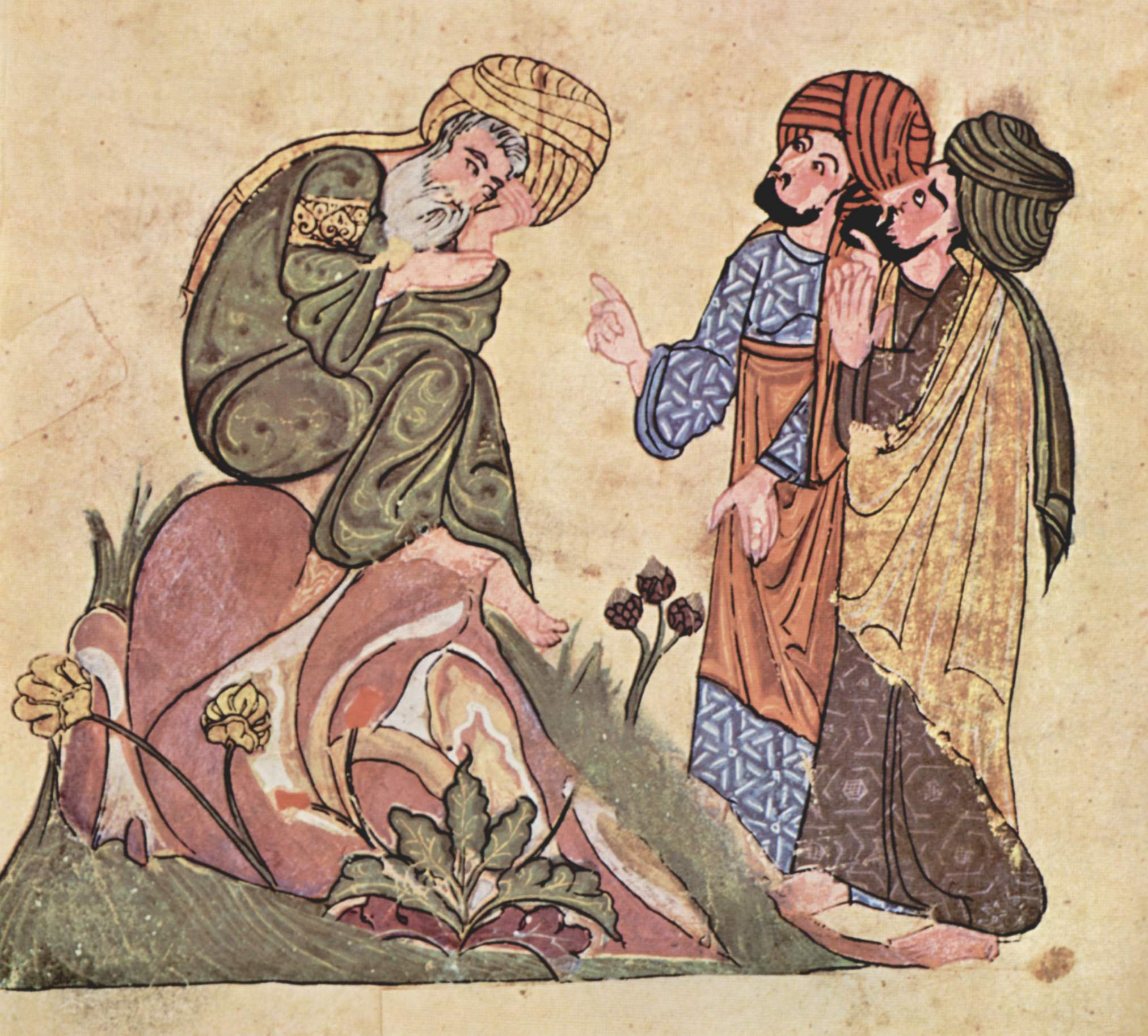
سقراطوتلامذته الإثنى عشر - صورة من نسخة من القرن 13 م من كتاب مختار الحكم ومحاسن الكلم للمبشر بن فاتك. (متحف طوب قبو سراي، إسطنبول، تركيا.)

هو أبو الوفاء محمود الدولة المبشر بن فاتك الدمشقي. درس على ابن الهيثم وابن الآمدي واشتغل بالعلوم الطبية ولازم أبا الحسن علي ابن رضوان الطبيب. كان محبا لتحصيل العلوم وكانت له خزائن كتب. من جملة تلاميذه هم أبو الخير سلامة ابن المبارك بن رحمون وابن أبي أصيبعة.

## حياته الشخصية
كانت له زوجة من أعيان الدولة فلما توفي ابن فاتك «نهضت هي وجوار معها إلى خزائن كتبه، وفي قلبها من الكتب أنه كان يشتغل بها عنها، فجعلت تندبه وفي أثناء ذلك ترمي الكتب في بركة ماء كبيرة في وسط الدار هي وجواريها ثم شيلت الكتب بعد ذلك من الماء وقد غرق أكثرها...»

## آثاره
- الوصايا والأمثال والموجز من محكم الأقوال
- كتاب مختار الحكم ومحاسن الكلم
- كتاب البداية في المنطق
- كتاب في الطب.